# Empoasca yona
Empoasca yona är en insektsart som beskrevs av Metcalf 1946. Empoasca yona ingår i släktet Empoasca och familjen dvärgstritar. Inga underarter finns listade i Catalogue of Life.